# Chrysler Tournament of Champions 1985
Chrysler Tournament of Champions 1985  — жіночий тенісний турнір, що проходив на відкритих кортах з ґрунтовим покриттям Hyatt Regency Grand Cypress в Орландо (США). Належав до турнірів 4-ї категорії в рамках Світової чемпіонської серії Вірджинії Слімс 1985. Відбувся вшосте і тривав з 22 до 28 квітня 1985 року. Перша сіяна Мартіна Навратілова виграла свій шостий підряд титул на цьому турнірі й отримала за це 50 тис. доларів США. На цих змаганнях відбулось повернення до Туру WTA Регіни Маршикової після трьох з половиною років перерви.

## Фінальна частина

### Одиночний розряд
Мартіна Навратілова —  Катарина Малеєва 6–1, 6–0
- Для Навратілової це був 5-й титул в одиночному розряді за сезон і 104-й — за кар'єру.

### Парний розряд
Мартіна Навратілова /  Пем Шрайвер —  Еліз Берджін /  Кетлін Горват 6–3, 6–1